# Brittney Sykes
Brittney Sykes (* 7. Februar 1994 in Newark, New Jersey) ist eine US-amerikanische Basketballspielerin der nordamerikanischen Profiliga Women’s National Basketball Association (WNBA). 

## Karriere
Vor ihrer professionellen Karriere in der WNBA spielte Sykes von 2012 bis 2017 College-Basketball für die Syracuse University in der NCAA. 
Beim WNBA-Draft 2017 wurde Sykes an siebter Stelle von den Atlanta Dream ausgewählt, für die sie bis 2019 spielte.
Im Laufe ihrer bisherigen WNBA-Karriere erzielte Brittney Sykes unter anderem die folgenden Erfolge und Auszeichnungen:
- WNBA All-Rookie Team 2017
- 2× WNBA All-Defensive First Team (2021, 2023)
- 2× WNBA All-Defensive Second Team (2020, 2022)